# Baby (Madame)
Baby è un singolo della rapper italiana Madame, pubblicato il 28 febbraio 2020 come primo estratto dal primo album in studio eponimo.
La base musicale riprende il brano Django di Grant Green.

## Video musicale
Il video musicale del brano, diretto da Martina Pastori, è stato pubblicato il 12 marzo 2020 sul canale YouTube di Madame.

## Tracce
Testi di Francesca Calearo, musiche di Francesca Calearo, Francesco Barbaglia, Nicola Simone Polo Demaria, John Lewis.
1. Baby – 2:32

## Classifiche
| Classifica (2020) | Posizione massima |
| ----------------- | ----------------- |
| Italia            | 36                |